# Финал Кубка Гагарина 2012
Финал Кубка Гагарина 2012 — решающая серия розыгрыша плей-офф Кубка Гагарина в сезоне Континентальной хоккейной лиги 2011/2012 годов. В финале участвовали чемпион Восточной конференции «Авангард» Омск и Западной Динамо Москва. Серия стартовала 13 апреля матчем на площадке Авангарда. Для обеих команд это был первый финал в истории.

## Путь к финалу
| Восточная конференция |          |              |            |                                   |
| Стадия                | Соперник | Соперник     | Общий счёт | Результаты игр                    |
| 1/8 финала            | 7        | Амур         | 4 - 0      | 4:2, 4:3, 4:1, 4:3, 3:1           |
| 1/4 финала            | 3        | Металлург Мг | 4 - 1      | 0:1 (ОТ), 5:2, 4:3 (ОТ), 4:2, 3:1 |
| 1/2 финала            | 1        | Трактор      | 4 - 1      | 1:3, 3:2 (ОТ), 1:0, 3:1, 1:0      |

| Западная конференция |          |              |            |                                        |
| Стадия               | Соперник | Соперник     | Общий счёт | Результаты игр                         |
| 1/8 финала           | 6        | Динамо Минск | 4 - 0      | 2:1 (ОТ), 2:0, 4:2, 3:1                |
| 1/4 финала           | 2        | Торпедо НН   | 4 - 2      | 1:0, 2:3 (ОТ), 3:4 (ОТ), 3:2, 4:2, 4:3 |
| 1/2 финала           | 1        | СКА          | 4 - 0      | 5:4 (ОТ), 2:1, 3:1, 6:1,               |

## Авангард — ОХК Динамо
| Команда    | 13.04 | 15.04 | 17.04 | 19.04* | 21.04 | 23.04 | 25.04 | Итог |
| ---------- | ----- | ----- | ----- | ------ | ----- | ----- | ----- | ---- |
| Авангард   | 2     | 1     | 1     | 2      | 2     | 2     | 0     | 3    |
| ОХК Динамо | 1     | 2     | 0     | 1      | 3     | 5     | 1     | 4    |

* — игра завершилась в овертайме

### Игра № 1
| 13 апреля 2012 16:00 | Авангард | 2:1 (1:0, 0:1, 1:0) | ОХК Динамо | Арена Омск Зрителей: 10 318 |

| Отчёт                                     | Отчёт       | Отчёт              | Отчёт                              | Отчёт                        |
| ----------------------------------------- | ----------- | ------------------ | ---------------------------------- | ---------------------------- |
|                                           |             |                    |                                    |                              |
|                                           | Карри Рямё  | Вратари            | Александр Ерёменко (00:00 — 59:42) | Судьи: Буланов В. Захаров А. |
|                                           | Голы:       |                    |                                    | Судьи: Буланов В. Захаров А. |
| Червенка Р. 4:47 — м Пережогин А. — 43:59 | 1:0 1:1 2:1 | 30:05 — Комаров Л. |                                    | Судьи: Буланов В. Захаров А. |
|                                           |             |                    |                                    | Судьи: Буланов В. Захаров А. |
|                                           |             |                    |                                    | Судьи: Буланов В. Захаров А. |
|                                           |             |                    |                                    | Судьи: Буланов В. Захаров А. |
| 6 мин                                     | Штраф       | 8 мин              |                                    | Судьи: Буланов В. Захаров А. |
|                                           |             |                    |                                    |                              |
|                                           | 32          | Броски             | 22                                 |                              |

Счет в серии: «Авангард» лидирует 1-0 

### Игра № 2
| 15 апреля 2012 14:00 | Авангард | 1:2 (0:2, 0:0, 1:0) | ОХК Динамо | Арена Омск Зрителей: 10 318 |

| Отчёт                | Отчёт                      | Отчёт                                        | Отчёт              | Отчёт                     |
| -------------------- | -------------------------- | -------------------------------------------- | ------------------ | ------------------------- |
|                      |                            |                                              |                    |                           |
|                      | Карри Рямё (00:00 — 58:49) | Вратари                                      | Александр Ерёменко | Судьи: Рённ Ю. Кулаков С. |
|                      | Голы:                      |                                              |                    | Судьи: Рённ Ю. Кулаков С. |
| Пережогин А. — 43:59 | 0:1 0:2 1:2                | 07:57 — Кокарев Д. 19:10 — Комаров Л. (бол.) |                    | Судьи: Рённ Ю. Кулаков С. |
|                      |                            |                                              |                    | Судьи: Рённ Ю. Кулаков С. |
|                      |                            |                                              |                    | Судьи: Рённ Ю. Кулаков С. |
|                      |                            |                                              |                    | Судьи: Рённ Ю. Кулаков С. |
| 4 мин                | Штраф                      | 4 мин                                        |                    | Судьи: Рённ Ю. Кулаков С. |
|                      |                            |                                              |                    |                           |
|                      | 28                         | Броски                                       | 16                 |                           |

Счет в серии: ничья 1-1

### Игра № 3
| 17 апреля 2012 19:30 | ОХК Динамо | 0:1 (0:1, 0:0, 0:0) | Авангард | МСА «Лужники» Зрителей: 8500 |

| Отчёт | Отчёт                             | Отчёт                | Отчёт      | Отчёт                      |
| ----- | --------------------------------- | -------------------- | ---------- | -------------------------- |
|       |                                   |                      |            |                            |
|       | Александр Ерёменко(00:00 — 59:18) | Вратари              | Карри Рямё | Судьи: Гусев С. Буланов В. |
|       | Голы:                             |                      |            | Судьи: Гусев С. Буланов В. |
|       | 0:1                               | Пережогин А. — 12:57 |            | Судьи: Гусев С. Буланов В. |
|       |                                   |                      |            | Судьи: Гусев С. Буланов В. |
|       |                                   |                      |            | Судьи: Гусев С. Буланов В. |
|       |                                   |                      |            | Судьи: Гусев С. Буланов В. |
| 6 мин | Штраф                             | 16 мин               |            | Судьи: Гусев С. Буланов В. |
|       |                                   |                      |            |                            |
|       | 31                                | Броски               | 21         |                            |

Счет в серии: «Авангард» лидирует 2-1

### Игра № 4
| 19 апреля 2012 19:30 | ОХК Динамо | 1:2 (ОТ) (1:0, 0:1, 0:0, 0:1) | Авангард | МСА «Лужники» Зрителей: 8500 |

| Отчёт             | Отчёт              | Отчёт                                 | Отчёт      | Отчёт                     |
| ----------------- | ------------------ | ------------------------------------- | ---------- | ------------------------- |
|                   |                    |                                       |            |                           |
|                   | Александр Ерёменко | Вратари                               | Карри Рямё | Судьи: Буланов В. Рённ Ю. |
|                   | Голы:              |                                       |            | Судьи: Буланов В. Рённ Ю. |
| Чернов А. — 05:22 | 0:1 1:1 1:2        | 32:51 — Попов А. 68:15 — Пережогин А. |            | Судьи: Буланов В. Рённ Ю. |
|                   |                    |                                       |            | Судьи: Буланов В. Рённ Ю. |
|                   |                    |                                       |            | Судьи: Буланов В. Рённ Ю. |
|                   |                    |                                       |            | Судьи: Буланов В. Рённ Ю. |
| 8 мин             | Штраф              | 10 мин                                |            | Судьи: Буланов В. Рённ Ю. |
|                   |                    |                                       |            |                           |
|                   | 39                 | Броски                                | 29         |                           |

Счет в серии: «Авангард» лидирует 3-1

### Игра № 5
| 21 апреля 2012 14:00 | Авангард | 2:3 (0:2, 1:1, 1:0) | ОХК Динамо | Арена Омск Зрителей: 10 318 |

| Отчёт                                        | Отчёт                      | Отчёт                                                        | Отчёт              | Отчёт                        |
| -------------------------------------------- | -------------------------- | ------------------------------------------------------------ | ------------------ | ---------------------------- |
|                                              |                            |                                                              |                    |                              |
|                                              | Карри Рямё (00:00 — 56:58) | Вратари                                                      | Александр Ерёменко | Судьи: Буланов В. Кулаков С. |
|                                              | Голы:                      |                                                              |                    | Судьи: Буланов В. Кулаков С. |
| Курьянов А. — 31’52" Александров Ю. — 59’41" | 0:1 0:2 0:3 1:3 2:3        | 03’44" — Анисин М. 09’43" — Бабенко Ю. 25’00" — Горовиков К. |                    | Судьи: Буланов В. Кулаков С. |
|                                              |                            |                                                              |                    | Судьи: Буланов В. Кулаков С. |
|                                              |                            |                                                              |                    | Судьи: Буланов В. Кулаков С. |
|                                              |                            |                                                              |                    | Судьи: Буланов В. Кулаков С. |
| 12 мин                                       | Штраф                      | 10 мин                                                       |                    | Судьи: Буланов В. Кулаков С. |
|                                              |                            |                                                              |                    |                              |
|                                              | 24                         | Броски                                                       | 24                 |                              |

Счет в серии: «Авангард» лидирует 3-2

### Игра № 6
| 23 апреля 2012 19:30 | ОХК Динамо | 5 : 2 (3:1, 1:0, 1:1) | Авангард | МСА «Лужники» Зрителей: 8500 |

| Отчёт | Отчёт                       | Отчёт                                 | Отчёт                                         | Отчёт                     |
| --- | --------------------------- | ------------------------------------- | --------------------------------------------- | ------------------------- |
| |                             |                                       |                                               |                           |
| | Александр Ерёменко          | Вратари                               | Карри Рямё (00’00" — 58’07", 58’10" — 60’00") | Судьи: Рённ Ю. Кулаков С. |
| | Голы:                       |                                       |                                               | Судьи: Рённ Ю. Кулаков С. |
| Комаров Л. — 00’53" Мосалёв Д. — 15’46" Новак Ф. (бол.) — 18’31" Квапил М. — 31’58" Квапил М. (п.в.) — 58’10" | 1:0 1:1 2:1 3:1 4:1 4:2 5:2 | 08’55" — Шкоула М. 51’53" — Шкоула М. |                                               | Судьи: Рённ Ю. Кулаков С. |
| |                             |                                       |                                               | Судьи: Рённ Ю. Кулаков С. |
| |                             |                                       |                                               | Судьи: Рённ Ю. Кулаков С. |
| |                             |                                       |                                               | Судьи: Рённ Ю. Кулаков С. |
| 6 мин | Штраф                       | 14 мин                                |                                               | Судьи: Рённ Ю. Кулаков С. |
| |                             |                                       |                                               |                           |
| | 26                          | Броски                                | 40                                            |                           |

Счет в серии: ничья 3-3

### Игра № 7
| 25 апреля 2012 16:00 | Авангард | 0:1 (0:0, 0:0, 0:1) | ОХК Динамо | Арена Омск Зрителей: 10 318 |

| Отчёт | Отчёт                      | Отчёт             | Отчёт              | Отчёт                      |
| ----- | -------------------------- | ----------------- | ------------------ | -------------------------- |
|       |                            |                   |                    |                            |
|       | Карри Рямё (00:00 — 58:35) | Вратари           | Александр Ерёменко | Судьи: Буланов В. Сивов Д. |
|       | Голы:                      |                   |                    | Судьи: Буланов В. Сивов Д. |
|       | 0:1                        | 52:03 — Клепиш Я. |                    | Судьи: Буланов В. Сивов Д. |
|       |                            |                   |                    | Судьи: Буланов В. Сивов Д. |
|       |                            |                   |                    | Судьи: Буланов В. Сивов Д. |
|       |                            |                   |                    | Судьи: Буланов В. Сивов Д. |
| 8 мин | Штраф                      | 4 мин             |                    | Судьи: Буланов В. Сивов Д. |
|       |                            |                   |                    |                            |
|       | 18                         | Броски            | 19                 |                            |

Итог серии: победа «Динамо» 4-3
| Обладатель Кубка Гагарина 2012 |
| ------------------------------ |
| Динамо М первый титул          |